# Javanesisk skrift

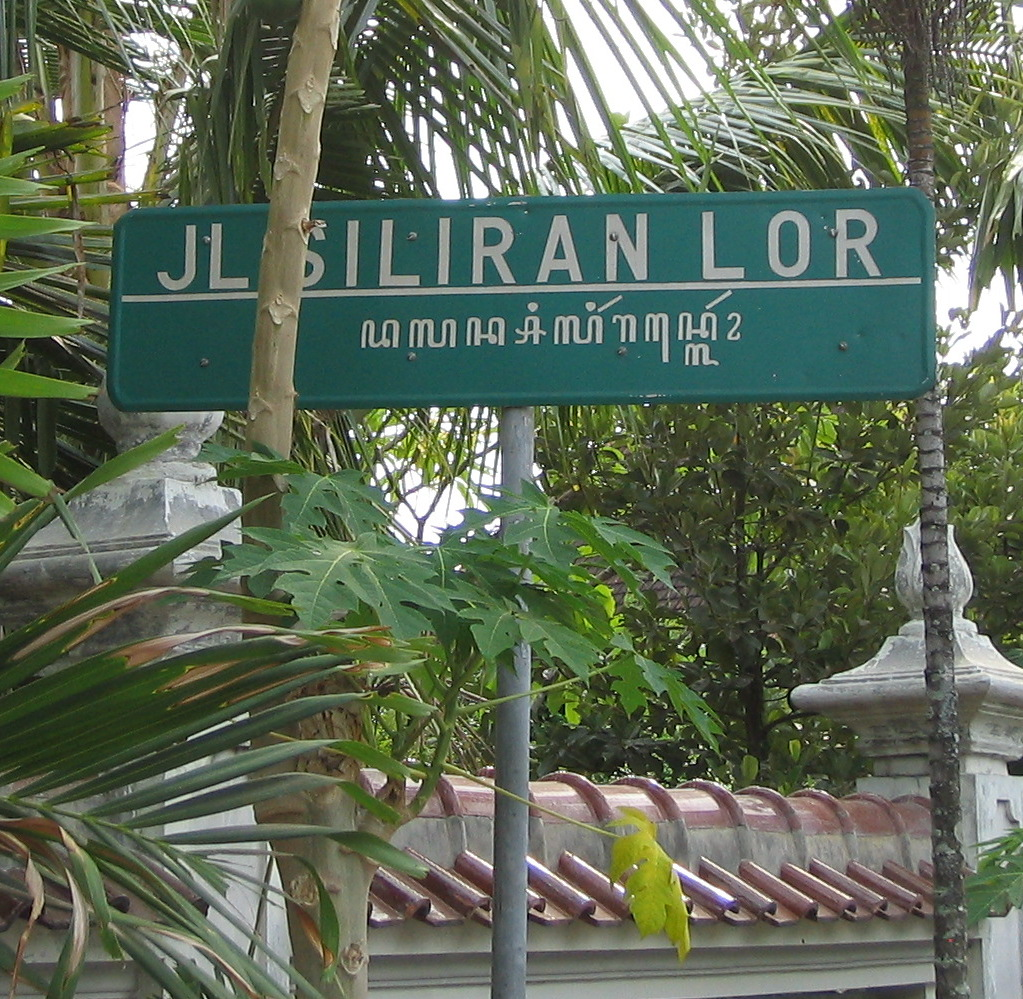
Gatuskylt i Yogyakarta med latinska och javanesiska tecken.

Aksara Java, skriftsystemets namn på javanesiska.

Javanesisk skrift eller carakan, även känd som aksara jawa (ꦲꦏ꧀ꦱꦫꦗꦮ) och hanacaraka (ꦲꦤꦕꦫꦏ), är ett skriftsystem som utvecklade på Java ur kawiskriften under medeltiden, och har använts för att skriva flera språk som talas i Indonesien. I första hand har det används för det austronesiska språket javanesiska, kawi samt det liturgiska språket sanskrit. Skriftsystemet härstammar från brāhmī och har många likheter med andra moderna skriftsystem i södra och sydöstra Asien. Den javanesiska skriften ses tillsammans med den balinesiska som de mest invecklade och dekorativa av alla de brāhmī-baserade skriftsystemen.
Skriften användes flitigt av hovskrivare på Java och de Små Sundaöarna. Under slutet av 1800- och början av 1900-talet gjordes flera ansträngningar att standardisera skriftsystemet, bland annat genom att utarbeta ortografiska riktlinjer och ta fram de första metalltyperna. Utvecklingen fick dock ett abrupt slut i och med den japanska ockupationen av Indonesien då all användning av den javanesiska skriften förbjöds. Sedan dess har dess användning varit på tillbakagång. I vardagligt bruk har den till största delen ersatts av det latinska alfabetet.

## Historia

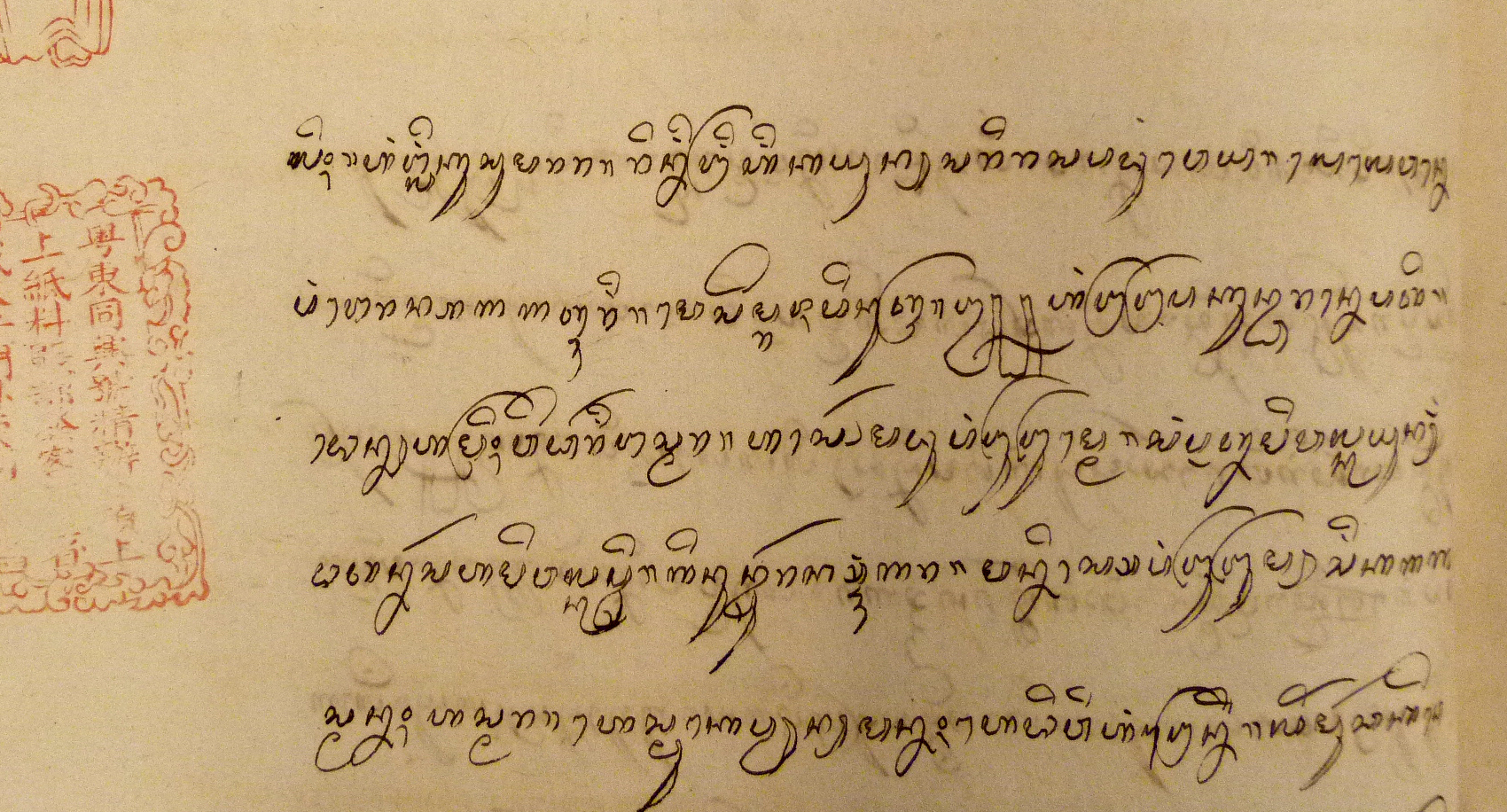
Manuskript från 1800-talet.

Javanesisk och balinesisk skrift är båda moderna varianter av kawi, ett brāhmī-baserat skriftsystem som utvecklades på Java runt 800-talet. Det användes i stor utsträckning för religiösa texter skrivna på palmblad, kallade lontar. Under den buddhistiska och hinduiska perioden förändrades tecknens former och på 1600-talet fick den javanesiska skriften sin nuvarande form.
Skriften användes främst av hovskrivare i Surakarta och Yogyakarta men var också spridd runt om på Java och de Små Sundaöarna. Den användes till att skriva historiska skildringar, berättelser, uråldriga verser och spådomsvägledningar.
De första metalltyperna för en upprättstående variant av den javanesiska skriften tillverkades av holländare på 1830-talet. Två kursiva typsnitt togs fram i början av 1900-talet. En första standard för javanesisk stavning och ortografi togs fram i Surakarta 1926. Sedan dess har flera nya ortografiska riktlinjer publicerats.
Utvecklingen fick sig ett abrupt slut i och med den japanska ockupationen under andra världskriget då all användning av den javanesiska skriften förbjöds. Numera trycks det inga tidningar eller tidskrifter med javanesisk skrift och dess användning är begränsad till dekorativa och akademiska sammanhang. I ett försök att bevara kunskap om skriften har den gjorts till ett obligatoriskt ämne på grundskolor i javanesiskspråkiga områden. Lokala myndigheter uppmuntrar att den används på vägmärken och offentliga skyltar vid sidan om indonesiska.

## Beskrivning
Det finns totalt 53 bokstäver men antalet fonem de representerar varierar från språk till språk. Skriftsystemet är en abugida där varje bokstav representerar en stavelse: antingen en vokal eller en konsonant med en medföljande grundvokal. Grundvokalen kan vara antingen /a/ eller /ɔ/ beroende på bokstavens position i förhållande till andra bokstäver samt talarens dialekt. Den medföljande vokalen kan sedan modifieras eller avlägsnas med hjälp av diakritiska tecken. 
En stavelse kan inledas av upp till tre konsonanter. Den första skrivs i aksara-form medan den andra och tredje skrivs i pasangan-form som placeras antingen under eller till höger om den förra och som gör att dess vokal avlägsnas. Den tredje konsonanten måste vara någon av y, w och r. Två speciella tecken används för y och r när dessa står medialt i en stavelse – för konsonantkluster över ordgränser används pasangan-formen. Det finns även speciella tecken för stavelsefinalt ng, r, h och l. De olika tecknen tenderar att interagera och bindas samman till komplexa ligaturer.
I exempelvis ordet aksara görs grundvokalen i bokstaven ka stum genom att den följande bokstaven sa skrivs i pasangan-form.

## Javanesiska
Av skriftens totalt 53 bokstäverna så använder javanesiska bara 20 konsonanter och 5 vokaler. Flera av de kvarvarande bokstäverna fungerar dock som alternativa former som används i plats- och personnamn. Om det finns en murda-variant för den första bokstaven så byts den ut, annars den andra, tredje och så vidare. I namnet på en väldigt högstående person kan samtliga bokstäver bytas ut mot murda. Användningen påminner om versaler i det latinska och andra närbesläktade alfabet. Murda används dock inte i början av en mening. Motsvarigheten till gemener kallas nglegéna.

### Konsonanter

#### Nglegéna (gemener)
| Bild   | Bild     | Unicode | Unicode  | ALA-LC | IPA       |
| Aksara | Pasangan | Aksara  | Pasangan | ALA-LC | IPA       |
| ------ | -------- | ------- | -------- | ------ | --------- |
|        |          | ꦲ       | ꧀ꦲ        | ha, a  | /ha/, /a/ |
|        |          | ꦤ       | ꧀ꦤ        | na     | /na/      |
|        |          | ꦕ       | ꧀ꦕ        | ca     | /tʃa/     |
|        |          | ꦫ       | ꧀ꦫ        | ra     | /ra/      |
|        |          | ꦏ       | ꧀ꦏ        | ka     | /ka/      |
|        |          | ꦢ       | ꧀ꦢ        | da     | /da/      |
|        |          | ꦠ       | ꧀ꦠ        | ta     | /ta/      |
|        |          | ꦱ       | ꧀ꦱ        | sa     | /sa/      |
|        |          | ꦮ       | ꧀ꦮ        | wa     | /wa/      |
|        |          | ꦭ       | ꧀ꦭ        | la     | /la/      |
|        |          | ꦥ       | ꧀ꦥ        | pa     | /pa/      |
|        |          | ꦝ       | ꧀ꦝ        | dha    | /ɖa/      |
|        |          | ꦗ       | ꧀ꦗ        | ja     | /dʒa/     |
|        |          | ꦪ       | ꧀ꦪ        | ya     | /ya/      |
|        |          | ꦚ       | ꧀ꦚ        | nya    | /ɲa/      |
|        |          | ꦩ       | ꧀ꦩ        | ma     | /ma/      |
|        |          | ꦒ       | ꧀ꦒ        | ga     | /ga/      |
|        |          | ꦧ       | ꧀ꦧ        | ba     | /ba/      |
|        |          | ꦛ       | ꧀ꦛ        | tha    | /ʈa/      |
|        |          | ꦔ       | ꧀ꦔ        | nga    | /ŋa/      |

#### Murda (versaler)
| Bild   | Bild     | Unicode | Unicode  | ALA-LC | IPA   |
| Aksara | Pasangan | Aksara  | Pasangan | ALA-LC | IPA   |
| ------ | -------- | ------- | -------- | ------ | ----- |
|        |          | ꦟ       | ꧀ꦟ        | na     | /na/  |
|        |          | ꦖ       | ꧀ꦖ        | ca     | /tʃa/ |
|        |          | ꦑ       | ꧀ꦑ        | ka     | /ka/  |
|        |          | ꦡ       | ꧀ꦡ        | ta     | /ta/  |
|        |          | ꦯ       | ꧀ꦯ        | sa     | /sa/  |
|        |          | ꦦ       | ꧀ꦦ        | pa     | /pa/  |
|        |          | ꦘ       | ꧀ꦘ        | nya    | /ɲa/  |
|        |          | ꦓ       | ꧀ꦓ        | ga     | /ga/  |
|        |          | ꦨ       | ꧀ꦨ        | ba     | /ba/  |

#### Sandhangan (diakriter)

##### Sesigeg
Diakriter för stavelsefinala konsonanter. Panyangga markerar nasalisering av vokal och används endast i den religiösa symbolen Aum.
| Bild | Unicode | Namn      | ALA-LC | IPA  |
| ---- | ------- | --------- | ------ | ---- |
|      | ꦀ        | panyangga | -m     | /◌̃/  |
|      | ꦁ        | cecak     | -ng    | /-ŋ/ |
|      | ꦂ        | layar     | -r     | /-r/ |
|      | ꦃ        | wignyan   | -h     | /-h/ |

##### Wyanjana
Diakriter för stavelsemediala konsonanter som bygger på äldre pasangan-former. I modern ortografi används de för konsonantkluster inom ett ord medan de vanliga pasangan-formerna används över ordgränser.
| Bild | Unicode | Namn    | ALA-LC | IPA   |
| ---- | ------- | ------- | ------ | ----- |
|      | ꦽ        | keret   | -rĕ    | /-rə/ |
|      | ꦾ        | pengkal | -y-    | /-j-/ |
|      | ꦿ        | cakra   | -r-    | /-r-/ |

##### Pangkon
Diakriten  (pangkon) används för att avlägsna vokalen från en konsonant i slutet av en mening.

### Vokaler
Fristående vokaler skrivs vanligen ut genom att bokstaven ha får representera en stum konsonant som sedan kombineras med en vokaldiakrit. Det finns även egna bokstäver för fristående vokaler men dessa används på samma sätt som murda-varianterna för att skriva egennamn.

#### Fristående
| Bild | Unicode | ALA-LC | IPA    |
| ---- | ------- | ------ | ------ |
|      | ꦄ       | a      | /a/    |
|      | ꦇ       | i      | /i/    |
|      | ꦈ       | u      | /u/    |
|      | ꦌ       | e      | /e, ɛ/ |
|      | ꦎ       | o      | /o/    |

#### Diakriter
| Bild | Unicode | Namn          | ALA-LC | IPA    |
| ---- | ------- | ------------- | ------ | ------ |
|      | ꦶ        | wulu          | i      | /i/    |
|      | ꦸ        | suku          | u      | /u/    |
|      | ꦺ        | taling        | e      | /e, ɛ/ |
|      | ꦼ        | pepet         | ĕ      | /ə/    |
|      | ꦺꦴ        | taling-tarung | o      | /o/    |

### Skiljetecken
| Bild  | Unicode             | Namn           | Beskrivning                                                                                 |
| ----- | ------------------- | -------------- | ------------------------------------------------------------------------------------------- |
|       | ꧊                   | pada adeg      | Parentes eller citationstecken.                                                             |
|       | ꧋                   | pada adeg-adeg | Inleder stycke eller avsnitt.                                                               |
| och   | ꧌ och ꧍             | pada piseleh   | Parenteser eller citationstecken.                                                           |
|       | ꧈                   | pada lingsa    | Komma. Behövs inte sättas ut efter pangkon – i så fall representerar den istället en punkt. |
|       | ꧉                   | pada lungsi    | Punkt.                                                                                      |
|       | ꧇                   | pada pangkat   | Omger ett nummer.                                                                           |
|       | ꧏ                   | pada rangkep   | Upprepningstecken baserat på den arabiska siffran 2.                                        |
| och   | ꧁ och ꧂             | rerengan       | Omger en titel                                                                              |
|       | ꧅                   | pada luhur     | Inleder ett brev till en person av högre ålder eller rang                                   |
|       | ꧄                   | pada madya     | Inleder ett brev till en person av samma ålder eller rang                                   |
|       | ꧃                   | pada andhap    | Inleder ett brev till en person av lägre ålder eller rang                                   |
|       | ꧋꧞꧋                 | pada guru      | Inleder ett brev utan att ange skillnad i ålder eller rang                                  |
|       | ꧉꧞꧉                 | pada pancak    | Avslutar ett brev                                                                           |
| eller | ꧅ ꦧ꧀ꦖ ꧅ eller ꧅ ꦧ꧀ꦕ ꧅ | purwa pada     | Inleder en dikt                                                                             |
|       | ꧅ ꦟ꧀ꦢꦿ ꧅              | madya pada     | Inleder en ny vers                                                                          |
|       | ꧅ ꦆ ꧅               | wasana pada    | Avslutar en dikt                                                                            |

### Siffror
| 0   | 1    | 2    | 3    | 4     | 5    | 6   | 7    | 8    | 9     |
|     |      |      |      |       |      |     |      |      |       |
| ꧐   | ꧑    | ꧒    | ꧓    | ꧔     | ꧕    | ꧖   | ꧗    | ꧘    | ꧙     |
| nol | siji | loro | telu | papat | lima | nem | pitu | wolu | sanga |

## Sanskrit

### Konsonanter
| Bokstav | IAST | IPA  | Bokstav | IAST | IPA   | Bokstav | IAST | IPA  | Bokstav | IAST | IPA   | Bokstav | IAST | IPA  |
| ------- | ---- | ---- | ------- | ---- | ----- | ------- | ---- | ---- | ------- | ---- | ----- | ------- | ---- | ---- |
| ꦏ       | ka   | /ka/ | ꦑ       | kha  | /kʰa/ | ꦒ       | ga   | /ga/ | ꦓ       | gha  | /gʱa/ | ꦔ       | ṅa   | /ŋa/ |
| ꦕ       | ca   | /ca/ | ꦖ       | cha  | /cʰa/ | ꦗ       | ja   | /ɟa/ | ꦙ       | jha  | /ɟʱa/ | ꦚ       | ña   | /ɲa/ |
| ꦛ       | ṭa   | /ʈa/ | ꦜ       | ṭha  | /ʈʰa/ | ꦝ       | ḍa   | /ɖa/ | ꦞ       | ḍha  | /ɖʱa/ | ꦟ       | ṇa   | /ɳa/ |
| ꦠ       | ta   | /ta/ | ꦡ       | tha  | /tʰa/ | ꦢ       | da   | /da/ | ꦣ       | dha  | /dʱa/ | ꦤ       | na   | /na/ |
| ꦥ       | pa   | /pa/ | ꦦ       | pha  | /pʰa/ | ꦧ       | ba   | /ba/ | ꦨ       | bha  | /bʱa/ | ꦩ       | ma   | /ma/ |
| ꦪ       | ya   | /ja/ | ꦫ       | ra   | /ra/  | ꦭ       | la   | /la/ | ꦮ       | wa   | /wa/  |         |      |      |
| ꦯ       | śa   | /ɕa/ | ꦰ       | ṣa   | /ʂa/  | ꦱ       | sa   | /sa/ | ꦲ       | ha   | /ha/  |         |      |      |

### Vokaler
| Fristående | Diakrit | IAST | IPA | Fristående | Diakrit | IAST | IPA  |
| ---------- | ------- | ---- | --- | ---------- | ------- | ---- | ---- |
| ꦄ          | ◌       | a    | /ə/ | ꦄꦴ          | ꦴ        | ā    | /ɑː/ |
| ꦅ          | ꦶ        | i    | /i/ | ꦆ          | ꦷ        | ī    | /iː/ |
| ꦈ          | ꦸ        | u    | /u/ | ꦈꦴ          | ꦹ        | ū    | /uː/ |
| ꦉ          | ꦽ        | ṛ    | /r̩/ | ꦉꦴ          | ꦽꦴ        | ṝ    | /r̩ː/ |
| ꦊ          | ꧀ꦊ       | ḷ    | /l̩/ | ꦋ          | ꧀ꦋ       | ḹ    | /l̩ː/ |
| ꦌ          | ꦺ        | e    | /e/ | ꦍ          | ꦺꦴ        | ai   | /əj/ |
| ꦎ          | ꦻ        | o    | /o/ | ꦎꦴ          | ꦻꦴ        | au   | /əw/ |

## Sundanesiska
Javanesisk skrift kan även användas för att skriva sundanesiska. Den kallas cacarakan och utelämnar de två bokstäverna dha och tha. Vokalen /ɤ/, som inte finns i javanesiska, skrivs med pepet-tarung () och vokalen /o/ skrivs med en förenklad diakrit kallad tolong ().

## Balinesiska
De javanesiska och balinesiska skriftsystemen är i princip typografiska varianter. I likhet med sundanesiska så utesluts konsonanterna dha och tha.
| Javanesisk skrift | Balinesisk skrift |
| ----------------- | ----------------- |
|                   |                   |

## Bokstavsordning

### Hanacaraka
Javanesiska bokstäver ordnas för det mesta efter följande ramsa:

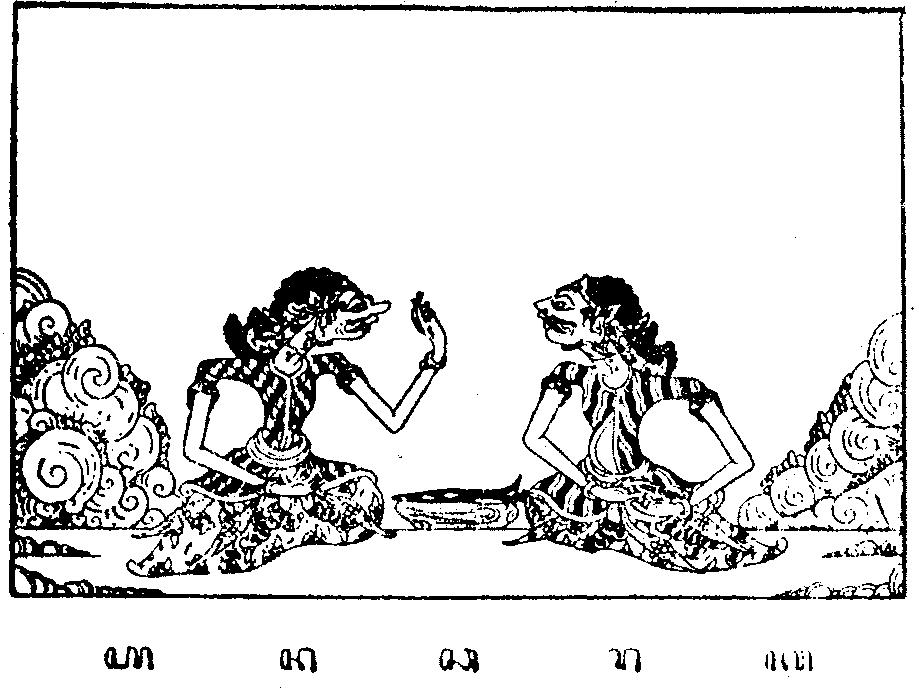
ꦲꦤꦕꦫꦏ Hana caraka Det var två sändebud.
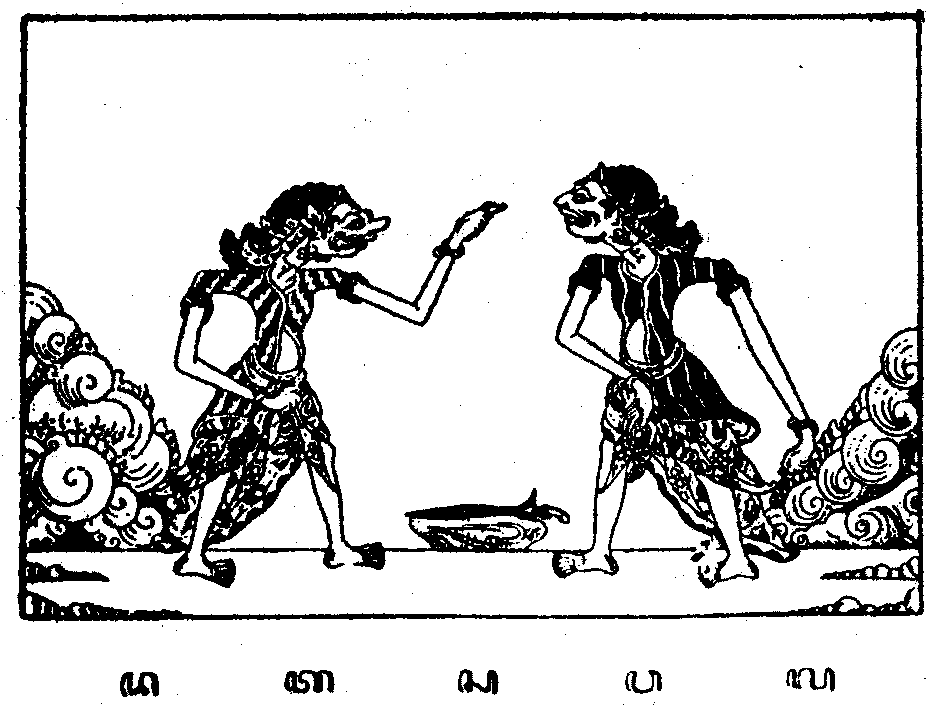
ꦢꦠꦱꦮꦭ Data sawala (De) hade osämja.
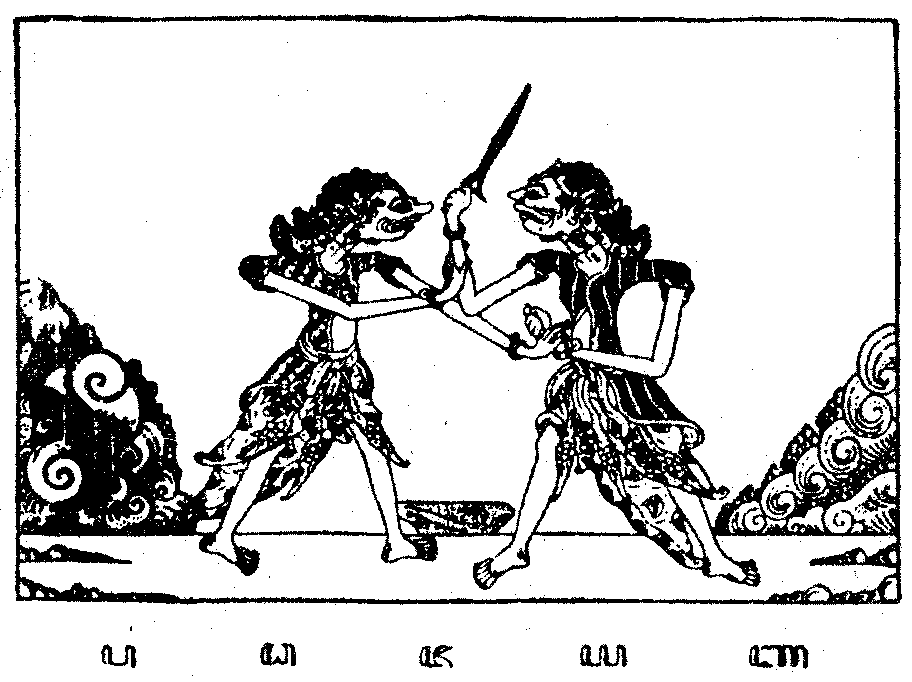
ꦥꦝꦗꦪꦚ Padha jayanya (De var) lika starka.
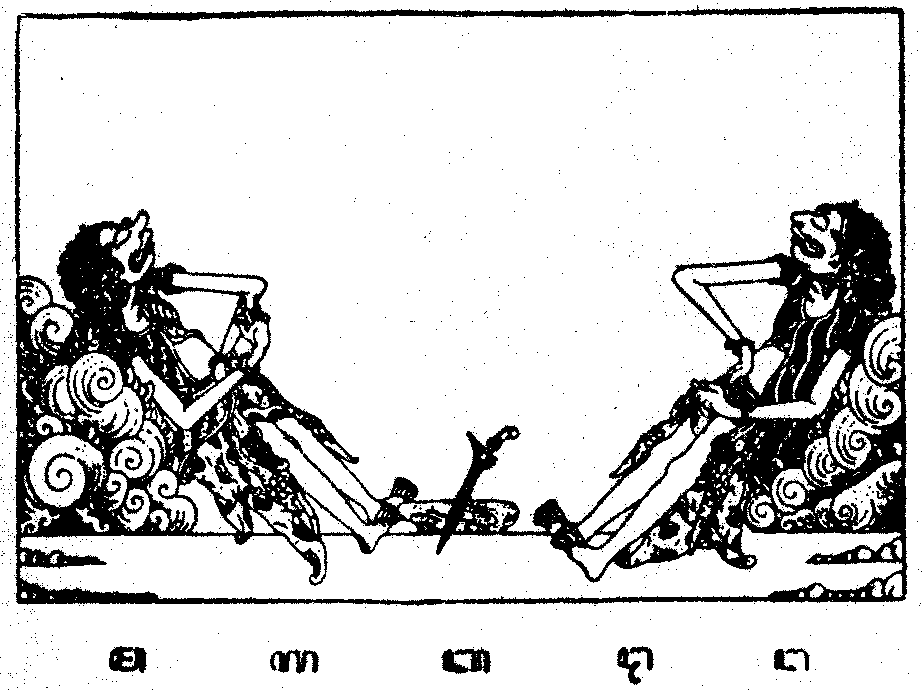
ꦩꦒꦧꦛꦔ Maga bathanga Här är deras kroppar.

Versen anknyter till Aji Saka, en javanesisk legend om hur civilisationen kom till Java.

### Kaganga
Bokstäverna kan också ordnas fonetiskt baserat på sanskrit. Unicode använder sig av denna bokstavsordning.

## Datoranvändning
Javanesisk skrift är en del av Unicode-standarden från och med version 5.2 som släpptes i oktober 2009. Den har tilldelats kodpunkterna U+A980 till U+A9DF.